# 塞菲拉區
塞菲拉區（阿拉伯语：‎）或稱阿爾-塞菲拉區、阿斯-塞菲拉區，為敘利亞阿勒颇省的區，位在敘利亞北部。塞菲拉為該區的首府。2004年的人口普查中該區人口為178,293人。
塞菲拉和哈那塞為該區主要城市。該區產業以農業為主。該區自古以來土地非常肥沃。

## 分區
塞菲拉區共分成5個分區或子區（nawāḥī）（2004年數據）：
| PCode    | 名稱         | 面積（km²） | 人口    | 首府     |
| -------- | ------------ | ----------- | ------- | -------- |
| SY020700 | 塞菲拉分區   | 846.37      | 132,658 | 塞菲拉   |
|          | 泰勒艾蘭分區 | 846.37      | 132,658 | 泰勒艾蘭 |
| SY020701 | 哈那塞分區   | 1,603.98    | 17,618  | 哈那塞   |
| SY020702 | 巴拿尼分區   | 140.06      | 17,193  | 巴拿尼   |
| SY020703 | 哈吉布分區   | 260.16      | 10,408  | 哈吉布   |

該區西北部的庫德族城市泰勒艾蘭及其周邊城鎮於2009年從塞菲拉分區拆分出，並且設立新分區泰勒艾蘭分區。